# Pomádé király új ruhája
A Pomádé király új ruhája Ránki György, eredetileg a Magyar Rádió felkérésére írt gyermekoperája, amelyet később, a rádiós bemutató sikere után dolgozott át a szerző a színpadi bemutató számára. A háromfelvonásossá bővített változat ősbemutatójára 1953. június 2-án került sor a Magyar Állami Operaházban.

## Az opera története
1951-ben a Magyar Rádió kérte fel az akkor már ismert zeneszerzőt egy meseopera komponálására. A nagy dán mesemondó Andersen szatirikus története kitűnő lehetőséget kínált Ránki számára egy vígopera komponálására. A Magyar Rádió akkoriban gyakran rendelt zeneműveket fiatal szerzőktől, és sokszor nem elégedett meg a darabok előadásával, hanem mecénási szerepet is vállalt: ha a darabokat sikerrel adták le, a szerzőket is új művek írására ösztönözték. A Pomádé király első változata egy egyfelvonásos kis gyermekopera volt, amely akkora sikert aratott a rádióhallgatók körében, hogy a Magyar Állami Operaház nem sokkal a rádióbemutató után felkérte a szerzőt a színpadi változat elkészítésére.
Erre azért volt szükség, mert más egy rádióstúdió és más egy nagy színpad akusztikai igénye. Ránki sok új zeneszámot komponált művéhez, háromfelvonásossá bővítve azt. A prózai párbeszédeket secco recitativókkal váltotta fel, felújítva ezzel a zongorakíséretes énekbeszéd régi hagyományait. Az új változatban a történet szatirikusan társadalombíráló lett, kiolvasható belőle a személyi kultusz bírálata. A nagynak és bölcsnek mondott Pomádét annyira körbeveszi az udvartartás talpnyalása, hogy az senkit nem enged kimondani: a királyon nincsen semmi! Csak egy kisgyereknek lesz elég bátorsága ahhoz, hogy lerántsa a leplet a hazug színjátékról.
1968-ban a Magyar Rádió újabb változtatásokat kért a szerzőtől. Ránki ezúttal alaposan megrostálta az 1953-as nagyszínpadi verziót: a lírai cselekménysorozatot szinte teljesen elhagyta, csak a király megcsúfolását mondja el, a három felvonást kettővé vonta össze. Kétségtelen, hogy a tömörítés javára vált a vígoperának. Ebben a koncentrált formában sokkal hatásosabb a mű. Rozi és Jani szerelmi története volt az 1953-as verzió lírai-szerelmi szála, de nem illett a dramaturgiába, sok tekintetben lassította a dráma sodró lendületét. A lírai részek megformálása nem volt zeneileg egyenértékű a csúfondáros, szatirikus részekkel, ennek következtében a háromfelvonásos verzió zeneileg egyenetlen is volt.
Az előző verzió behódolt a kor szokásainak: meg volt tűzdelve egy kis ifjú gárdai tartalommal, egy kis szerelmi történettel. Az 1972-es változatból a mozgalmi-politikai részek is kimaradtak. Az utána következő évtizedekben, egészen máig ez a verzió vált a színpad produkciók alapjává. A Pomádé király harmadik változatát először a Magyar Rádió sugárzásában mutatták be, majd 1972. december 17-én sor került az operaházi bemutatóra is. A következő évben az opera társulata Wiesbadenben vendégszerepelt a Pomádéval óriási sikerrel.
Az 1972-es premier után a színpadi bemutatók az opera harmadik verzióját tekintik alapnak. Ránki ezután elkészítette a darab kamaraváltozatát is az Ifjúsági Színház és az Állami Déryné Színház számára. A Pomádé királyt legutoljára 2000-ben újította fel az Erkel Színház, azóta az operaház ezt az előadást játssza.
Ugyanezt az Andersen-mesét Rudolf Wagner-Régeny is feldolgozta A király meztelen című operájában.

## Az opera szereplői és helyszínei
| Szereplő                          | Hangfekvés       | Pomádé király (1953) | Pomádé király új ruhája (1972) |
| --------------------------------- | ---------------- | -------------------- | ------------------------------ |
| Pomádé király                     | basszus          | Székely Mihály       | id. Domahidy László            |
| Dani (1953: Jani)                 | tenor            | Kövecses Béla        | id. Palcsó Sándor              |
| Béni (1953: Miska)                | bariton          | Mindszenti Ödön      | Széki Sándor                   |
| Rozi, Jani kedvese (1953)         | koloratúrszoprán | Gyurkovics Mária     | —                              |
| Garda Roberto, királyi ruhamester | bariton          | Melis György         | Melis György                   |
| Nyársatnyelt Tóbiás, kancellár    | basszbariton     | Maleczky Oszkár      | Várhelyi Endre                 |
| Dzsufi, udvari bolond             | koloratúrszoprán | Pavlánszky Edina     | Kalmár Magda                   |
| Kikiáltó (1953)                   |                  | Molnár László        | —                              |
| Kapitány                          | bariton          | —                    | Varga András                   |
| Kisinas                           | szoprán          | Koltay Valéria       | ?                              |
| Pereceskofa                       | mezzoszoprán     | Farkas Anna          | Keszthelyi Margit              |
| Mézesbábos                        | bariton          | Klug Ferenc          | Jánosi Péter                   |
| Kocsis (1953)                     |                  | Komáromy László      | —                              |
| Lacikonyhás                       | basszus          | Ordelt Lajos         | Katona Lajos                   |
| Miniszter                         | bariton          | —                    | Rajna András                   |

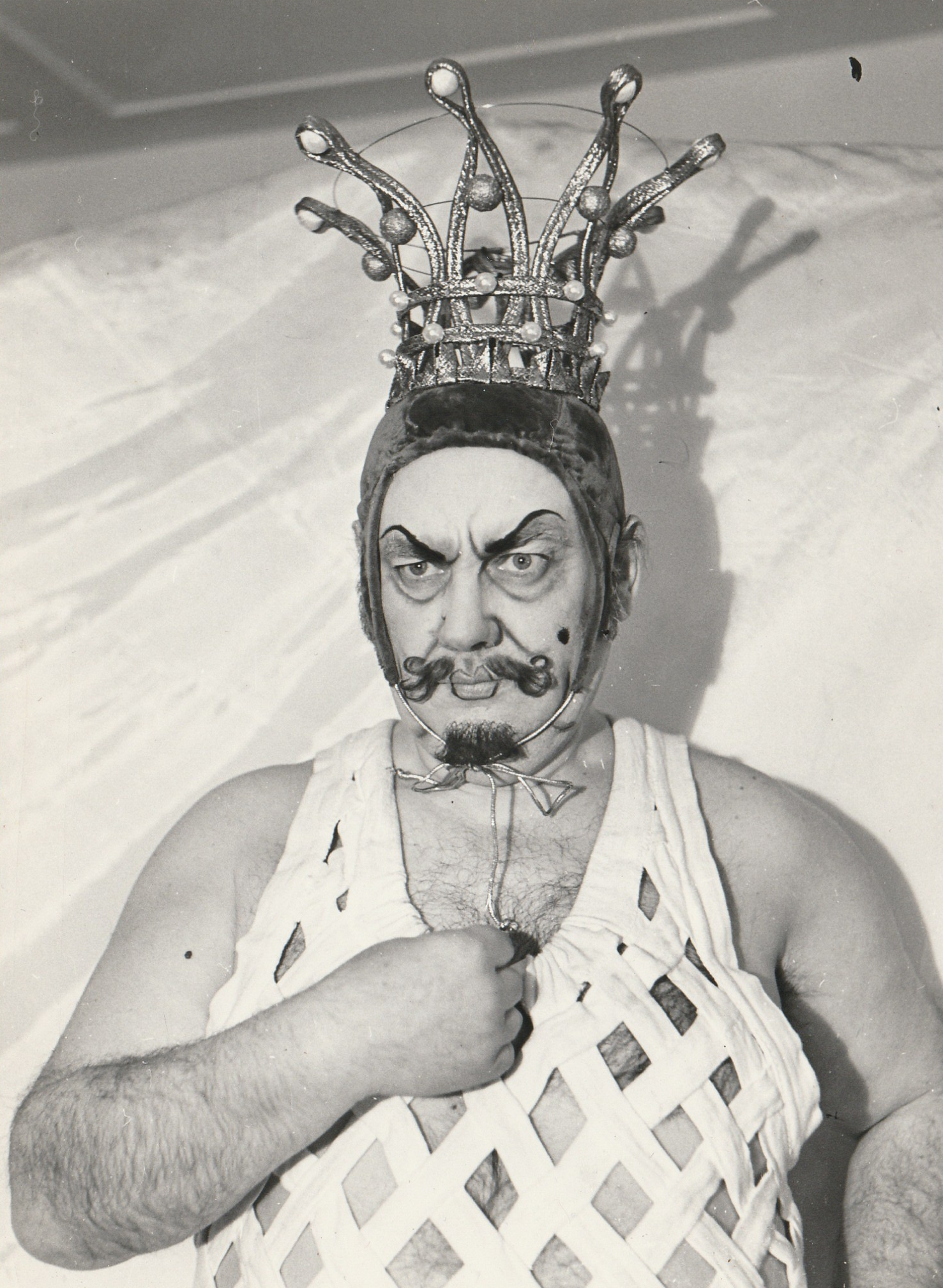
Domahidy László a címszerepben

- Kórus: dámák, miniszterek, apródok, udvaroncok, nép, gyermekek
- Történik: mesebeli időkben
- Színhelyek:
  - I. felvonás: 1. kép: vásártér; 2. kép: Tükrös terem; 3. kép: trónterem a királyi palotában
  - II. felvonás:  1. kép: a király hálófülke; 2. kép: folyosó a palotában; 3. kép: tükrös terem a palotában; 4.: folyosó a palotában; 5. kép: vásártér
- Játékidő: 73 perc

## Az opera cselekménye

### I. felvonás
1. kép: Danit és Bénit Pomádé király korábban száműzte országából, mert azok gúnyolódtak az öltözködési hóbortján, amelynek lényege, hogy az uralkodó minden nevezetesebb alkalommal csak új ruhában hajlandó megjelenni népe előtt. A két jómadár most csodatakácsként tért vissza és úton-útfélen híreszteli a vásári forgatagnak, hogy olyan csodálatos ruhakölteményt tudnak készíteni, amely párját ritkítja.
2. kép: A király legnagyobb gondja, hogy holnap a neve napja lesz és még nincs új ruhája. Ezért Garda Robertót nyúzza: mikor lesz már kész a legújabb köntöse, amiben holnap illőképpen tud megjelenni népe előtt? Roberto nem készült el az új ruhával, igyekszik hát elterelni királya figyelmét. Arra hivatkozik, hogy az új ruhát meglepetésnek szánja, ezért csak kész állapotban akarja megmutatni. Ezután reggelit hozat Pomádénak, de minden hiába. Nincs hát mit tenni: hívják a szabót, akinek munkája nem tetszik a királynak, így el is csapják szegényt. Pomádé elkeseredésében már az ünnep elmaradásáról beszél, amikor hirtelen berohan a kapitány a fantasztikus hírrel: két csodatakács jött az országba és ajándékot is hoztak a királynak.
3. kép: Pomádé király ünnepi keretek között fogadja udvartartásával  a két idegent. Dani és Béni egy nagy zsákot tesznek az uralkodó lába elé: Összevissza Boromissza fejedelem ajándéka van benne a király számára, neve napja alkalmából. Szebbnél szebb fonalakat hoztak Bergengóciából, hogy azokból szőjenek a királynak csodálatos ruhákat a holnapi ünnepségre. Pomádé rögtön felvidul: holnap mégis lesz ünnepség. Már csak az a kérdés, milyen lesz az új ruha? Dani és Béni ezzel kapcsolatban a következőket mondja: mivel igazlátó szövetből készül, így csak az fogja látni, aki becsületes, feddhetetlen ember. Buta, hazug és gonosz emberek nem láthatják az ő kelméjüket. Pomádé és udvartarása meghökken, de azért csak utasítják a két csalót: lássanak csak munkához.

### II. felvonás
1. kép: A király egész éjjel csak forgolódik, nem bírja lehunyni a szemét: furdalja a kíváncsiság, milyen lesz az új ruha? Még legendásan nagy étvágya is cserbenhagyja. Alighogy hajnalodik, máris kiugrasztja ágyukból a kancellárt és a tizenkét minisztert. Előre akarja őket küldeni, hogy szemléljék meg a takácsok munkáját.
2. kép: Dani és Béni berendezkedett a palotában és úgy sürögnek-forognak, mintha lázas munkában volnának. Megérkezik a kancellár és a miniszterek és szóhoz sem jutnak: nem látnak semmit a ruhakölteményből. A takácsok persze bizonygatják: balról bársony, jobbról selyem.
3. kép: Pomádé izgatottan várja a jelentést készülő ruhájáról. Meg is jelennek a miniszterei és a kancellár, de ők persze nem merik bevallani, hogy nem láttak semmit, mert még valami rágalom éri őket. Ezért gépiesen ismétlik a takácsok szavait: balról bársony, jobbról selyem, jobbról bársony, balról selyem.
4. kép: Pomádé és kísérete érkezik a takácsokhoz a ruhapróbára. A király sem lát semmit, de mivel mindenki bizonygatja: milyen szép szövetből készült, igazi művészi darabról van szó, végül rájuk hagyja és aláveti magát a ruhapróbának. Még azzal sem törődik, hogy az állítólagos próba alatt olyan érzése van, mintha a puszta bőrét húzogatnák, csiklandoznák. Dani és Béni hamar megnyugtatja: mindez azért van, mert a kelme ennyire finom, szinte pókháló vékonyságú. A király végül pucéran áll udvaroncai elé, ám azok elkezdik dicsérni gyűrődéstől mentes csodálatos viseletét. Ez eloszlatja Pomádé minden kétségét.
5. kép: A vásártéren előállt a király gyaloghintója. Pomádé éppen beszállni készül, amikor egy kis inasgyerek ugrik elé és elkiáltja magát: a királyon nincsen semmi! Ekkor, mintha bomba robbant volna, vidám kacagás tör ki az egybegyűltekből. Dani és Béni sem játszik tovább: az inaslegénynek bizony igaza van: a király meztelenül jelent meg az alattvalók előtt. Sikerük kettős: bosszút álltak száműzetésükért és lóvá tették az egész képmutató udvart!

## Az opera zenéje
Ránki Kodály Zoltán tanítványa volt és mint ilyen ösztönösen fordult a magyar népzene dallamkincséhez, ám nem epigonszerűen használta a népi dallamokat. Egyes részletek esetében (elsősorban azokon a helyeken, ahol a nép közvetlenül jelen van) a szerző idézetként használta a népdalt, változatlanul beépítette a zenei szövetbe. Helyenként azonban Muszorgszkij népdal-feldolgozási módszerét alkalmazta. Témái, dallamai olykor csak utalnak egy-egy népdalra, így a korszakban magyarosnak tartott hangulat biztosítva van.
De ma már minden szakember egyetért abban, hogy a Pomádé zenéjében a népdal alkalmazása nem elsődleges fontosságú: a korszak kívánalma volt a népdalkincs beépítése a zeneművekbe. Azt gondolták, hogy ily módon lehet leegyszerűsíteni, közelebb vinni a néphez a zenét. Ezért az ötvenes évek kritikusai szükségszerűen a népies hangvételt tartották az opera legnagyobb érdemének.
Ezzel szemben ma már tudjuk, hogy Ránkinak ebben a művében is a karakterek bravúros ábrázolása és szellemes jelenetek jelenléte az igazán fontos. A zene a jellemeket pontosan és jól ábrázolja. A szerző a zenei jellemzéskor olykor a filmzene illusztratív eszközeihez nyúlt.
A zenei anyag kétségkívül eklektikus: buffo-áriák, secco recitativo, magyar népdal, jazz, divertimentoszerű felvonulások és balettjelenet - mind-mind megtalálható ebben az operában. Az eredmény: színesen hangszerelt szellemes, sodró lendületű vígoperai hangulat.

## Az opera ismertebb részletei
- Amíg szól a klarinét- Pomádé király reggelije
- Készülj, népem, nagy öröm vár ma rád- Pomádé király első áriája
- Túl puha a paplan, túl pihe a párna- Pomádé király második áriája
- Szövőszékünk könnyen jár- Dani és Béni szövőkettőse

## Az opera CD kiadása
Pomádé király-Gregor József, Dani-Palcsó Sándor, Béni-Dene József, Garda Roberto-Bende Zsolt, Nyársatnyelt Tóbiás-Palócz László, Dzsufi-Andor Éva, Kapitány-Nádas Tibor, Mézesbábos-Sólyom-Nagy Sándor, Lacikonyhás-Katona Lajos; Közreműködik: a Magyar Rádió és Televízió Szimfonikus Zenekarra és Énekkara; vezényel: Oberfrank Géza; A felvétel helye és ideje: 1968, Magyar Rádió stúdiója; A CD kiadás éve: 2001,Hungaroton HCD 31 971, 1 CD AAD Stereo

## Külső hivatkozások
- Az opera szövegkönyve